# Pterocyclophora pratti
Pterocyclophora pratti är en fjärilsart som beskrevs av Druce 1909. Pterocyclophora pratti ingår i släktet Pterocyclophora och familjen nattflyn. Inga underarter finns listade.